# Guendoloena
Guendoloena (ou Gwendolen ou Gwendoline) est une reine légendaire de l’île de Bretagne (actuelle Grande-Bretagne), dont l’ « histoire » est rapportée par Geoffroy de Monmouth dans son Historia regum Britanniae (vers 1135). Elle est la fille du roi de Cornouailles, Corineus et l’épouse de Locrinus, roi de Loegrie. Son règne a duré 15 ans et il serait contemporain de l’aède grec Homère.

## Biographie légendaire
À la mort du roi Brutus de Bretagne, le royaume est partagé en trois parties :
- Locrinus reçoit le centre de l’île à qui il donne le nom de « Loegrie »,
- Kamber reçoit la « Cambrie » (actuel Pays de Galles) et lui donne son nom,
- Albanactus hérite de la région du nord et l’appelle « Albanie » (Écosse).

Le royaume d’Albanie ayant été attaqué par Humber le roi des Huns et Albanactus ayant été tué, Locrinus et Kamber s’allient et lèvent une armée pour affronter les Huns. Humber prend la fuite, mais se noie dans la rivière qui porte maintenant son nom. Sur les navires ennemis, Locrinus découvre Estrildis, fille du roi de Germanie, qui avait été enlevée par Humber et dont il tombe immédiatement amoureux. Il aimerait l’épouser mais il est déjà engagé avec la fille du roi de Cornouailles, qui menace de le tuer avec sa hache s’il ne tient pas sa promesse. Il épouse donc Guendoloena, mais ne pouvant renoncer à son amour pour Estrildis, il enferme celle-ci dans un souterrain où il la retrouve en secret, prétextant des sacrifices aux dieux. Estrildis met au monde une fille Habren et Guendoloena un fils, Maddan, dont l’éducation est confiée à son grand-père.
Lorsque son père meurt, Guendoloena est répudiée et Estrildis devient reine.  Guendoloena se rend en Cornouailles où elle lève une armée et attaque les troupes de son ancien époux. La bataille décisive a lieu près du fleuve Stour où Locrinus est tué. Victorieuse, Guendoloena devient maitresse du royaume et ordonne qu’Estrildis et Habren soient précipités dans une rivière aujourd’hui nommée Severn, d’après le nom de Habren.
Guendoloena règne 15 ans après Locrinus et confie le royaume à son fils Maddan quand il devient adulte. Elle se retire en Cornouailles.
|                               |                               |                               |                               |                               |                               |  |  |                        |  |  |  |  |  |  |  | Énée                                     |                                          |                                          |                                          |                                          |                                          |  |  |                       |                       |                       |                       |                       |                       |  |  |                          |                          |                          |                          |                          |                          |  |  |
|                               |                               |                               |                               |                               |                               |  |  |                        |  |  |  |  |  |  |  |                                          |                                          |                                          |                                          |                                          |                                          |  |  |                       |                       |                       |                       |                       |                       |  |  |                          |                          |                          |                          |                          |                          |  |  |
|                               |                               |                               |                               |                               |                               |  |  |                        |  |  |  |  |  |  |  | Ascagne                                  |                                          |                                          |                                          |                                          |                                          |  |  |                       |                       |                       |                       |                       |                       |  |  |                          |                          |                          |                          |                          |                          |  |  |
|                               |                               |                               |                               |                               |                               |  |  |                        |  |  |  |  |  |  |  |                                          |                                          |                                          |                                          |                                          |                                          |  |  |                       |                       |                       |                       |                       |                       |  |  |                          |                          |                          |                          |                          |                          |  |  |
|                               |                               |                               |                               |                               |                               |  |  |                        |  |  |  |  |  |  |  | Silvius                                  |                                          |                                          |                                          |                                          |                                          |  |  |                       |                       |                       |                       |                       |                       |  |  |                          |                          |                          |                          |                          |                          |  |  |
|                               |                               |                               |                               |                               |                               |  |  |                        |  |  |  |  |  |  |  |                                          |                                          |                                          |                                          |                                          |                                          |  |  |                       |                       |                       |                       |                       |                       |  |  |                          |                          |                          |                          |                          |                          |  |  |
| Corineus roi de Cornouailles  | Corineus roi de Cornouailles  | Corineus roi de Cornouailles  | Corineus roi de Cornouailles  | Corineus roi de Cornouailles  | Corineus roi de Cornouailles  |  |  |                        |  |  |  |  |  |  |  | Brutus 1er roi de Bretagne               | Brutus 1er roi de Bretagne               | Brutus 1er roi de Bretagne               | Brutus 1er roi de Bretagne               | Brutus 1er roi de Bretagne               | Brutus 1er roi de Bretagne               |  |  |                       |                       |                       |                       |                       |                       |  |  | Innogen                  | Innogen                  | Innogen                  | Innogen                  | Innogen                  | Innogen                  |  |  |
| Corineus roi de Cornouailles  | Corineus roi de Cornouailles  | Corineus roi de Cornouailles  | Corineus roi de Cornouailles  | Corineus roi de Cornouailles  | Corineus roi de Cornouailles  |  |  |                        |  |  |  |  |  |  |  | Brutus 1er roi de Bretagne               | Brutus 1er roi de Bretagne               | Brutus 1er roi de Bretagne               | Brutus 1er roi de Bretagne               | Brutus 1er roi de Bretagne               | Brutus 1er roi de Bretagne               |  |  |                       |                       |                       |                       |                       |                       |  |  | Innogen                  | Innogen                  | Innogen                  | Innogen                  | Innogen                  | Innogen                  |  |  |
|                               |                               |                               |                               |                               |                               |  |  |                        |  |  |  |  |  |  |  |                                          |                                          |                                          |                                          |                                          |                                          |  |  |                       |                       |                       |                       |                       |                       |  |  |                          |                          |                          |                          |                          |                          |  |  |
|                               |                               |                               |                               |                               |                               |  |  |                        |  |  |  |  |  |  |  |                                          |                                          |                                          |                                          |                                          |                                          |  |  |                       |                       |                       |                       |                       |                       |  |  |                          |                          |                          |                          |                          |                          |  |  |
| Guendoloena reine de Bretagne | Guendoloena reine de Bretagne | Guendoloena reine de Bretagne | Guendoloena reine de Bretagne | Guendoloena reine de Bretagne | Guendoloena reine de Bretagne |  |  |                        |  |  |  |  |  |  |  | Locrinus roi de Loegrie puis de Bretagne | Locrinus roi de Loegrie puis de Bretagne | Locrinus roi de Loegrie puis de Bretagne | Locrinus roi de Loegrie puis de Bretagne | Locrinus roi de Loegrie puis de Bretagne | Locrinus roi de Loegrie puis de Bretagne |  |  | Kamber roi de Cambrie | Kamber roi de Cambrie | Kamber roi de Cambrie | Kamber roi de Cambrie | Kamber roi de Cambrie | Kamber roi de Cambrie |  |  | Albanactus roi d’Albanie | Albanactus roi d’Albanie | Albanactus roi d’Albanie | Albanactus roi d’Albanie | Albanactus roi d’Albanie | Albanactus roi d’Albanie |  |  |
| Guendoloena reine de Bretagne | Guendoloena reine de Bretagne | Guendoloena reine de Bretagne | Guendoloena reine de Bretagne | Guendoloena reine de Bretagne | Guendoloena reine de Bretagne |  |  |                        |  |  |  |  |  |  |  | Locrinus roi de Loegrie puis de Bretagne | Locrinus roi de Loegrie puis de Bretagne | Locrinus roi de Loegrie puis de Bretagne | Locrinus roi de Loegrie puis de Bretagne | Locrinus roi de Loegrie puis de Bretagne | Locrinus roi de Loegrie puis de Bretagne |  |  | Kamber roi de Cambrie | Kamber roi de Cambrie | Kamber roi de Cambrie | Kamber roi de Cambrie | Kamber roi de Cambrie | Kamber roi de Cambrie |  |  | Albanactus roi d’Albanie | Albanactus roi d’Albanie | Albanactus roi d’Albanie | Albanactus roi d’Albanie | Albanactus roi d’Albanie | Albanactus roi d’Albanie |  |  |
|                               |                               |                               |                               |                               |                               |  |  |                        |  |  |  |  |  |  |  |                                          |                                          |                                          |                                          |                                          |                                          |  |  |                       |                       |                       |                       |                       |                       |  |  |                          |                          |                          |                          |                          |                          |  |  |
|                               |                               |                               |                               |                               |                               |  |  | Maddan roi de Bretagne |  |  |  |  |  |  |  |                                          |                                          |                                          |                                          |                                          |                                          |  |  |                       |                       |                       |                       |                       |                       |  |  |                          |                          |                          |                          |                          |                          |  |  |

## Source
- Geoffroy de Monmouth, Histoire des rois de Bretagne, traduit et commenté par Laurence Mathey-Maille, Les Belles lettres, coll. « La Roue à livres », Paris, 2004,  (ISBN 2-251-33917-5).